# Persone di nome Milena
| Questa pagina contiene informazioni ricavate automaticamente dalle voci biografiche con l'ausilio del template Bio e di un bot. L'aggiornamento è periodico e automatico e ricostruisce completamente la pagina. Se manca una persona in questa lista, sei pregato di non aggiungerla, ma accertati piuttosto che la sua voce biografica contenga il template Bio e che i dati anagrafici siano correttamente compilati. Se il template Bio manca, inseriscilo tu stesso o, in alternativa, metti l'avviso {{tmp\|Bio}} che ne segnala la mancanza. Se i dati riportati sono sbagliati, correggi direttamente la voce biografica; le modifiche saranno visibili in questa lista entro pochi giorni. Per chiarimenti vedi il progetto antroponimi. La lista contiene solo le 54 persone che sono citate nell'enciclopedia e per le quali è stato implementato correttamente il template Bio. Pagina aggiornata al 23 mar 2025. |

Questa è una lista di persone presenti nell'enciclopedia che hanno il nome Milena, suddivise per attività principale.

## Allenatrici di calcio(1)
- Milena Bertolini, allenatrice di calcio e ex calciatrice italiana (Correggio, n. 1966)

## Assassine seriali(1)
- Milena Quaglini, serial killer italiana (Mezzanino, n. 1957 - Vigevano, † 2001)

## Atlete paralimpiche(1)
- Milena Balsamo, ex atleta paralimpica italiana (Bologna, n. 1961)

## Attrici(8)
- Milena Dravić, attrice serba (Belgrado, n. 1940 - Belgrado, † 2018)
- Milena Govich, attrice e regista statunitense (Norman, n. 1976)
- Milena Mancini, attrice e ex ballerina italiana (Roma, n. 1977)
- Milena Miconi, attrice, showgirl e ex modella italiana (Roma, n. 1971)
- Milena Pavlović, attrice serba (Belgrado, n. 1972)
- Milena Penovich, attrice italiana (Trieste, n. 1915)
- Milena Smit, attrice spagnola (Elche, n. 1996)
- Milena Vukotic, attrice italiana (Roma, n. 1935)

## Biatlete(1)
- Milena Todorova, biatleta bulgara (Trojan, n. 1998)

## Calciatrici(2)
- Milena Macaolo, ex calciatrice italiana (n. 1954)
- Milena Nikolić, calciatrice bosniaca (Trebigne, n. 1992)

## Cantanti(1)
- Milena Manni, cantante italiana (Modena, n. 1946)

## Cantanti liriche(1)
- Milena Di Giuseppantonio, cantante lirica italiana (Teramo, n. 1935 - Teramo, † 2007)

## Cestiste(8)
- Milena Bajić, ex cestista montenegrina (Podgorica, n. 1996)
- Milena Blahoutová, cestista cecoslovacca (n. 1933 - † 2018)
- Milena Flores, ex cestista e allenatrice di pallacanestro statunitense (Snohomish, n. 1977)
- Milena Gelmetti, ex cestista italiana (Pavia, n. 1936)
- Milena Jakšić, cestista montenegrina (Podgorica, n. 1998)
- Milena Jindrová, cestista cecoslovacca (Praga, n. 1944 - † 2024)
- Milena Rázgová, ex cestista slovacca (Ružomberok, n. 1969)
- Milena Savova, ex cestista e allenatrice di pallacanestro bulgara (Sofia, n. 1971)

## Cicliste su strada(1)
- Morena Tartagni, ciclista su strada e pistard italiana (Predappio, n. 1949)

## Costumiste(1)
- Milena Canonero, costumista italiana (Torino, n. 1946)

## Ginnaste(2)
- Milena Baldassarri, ex ginnasta italiana (Ravenna, n. 2001)
- Milena Müllerová, ginnasta cecoslovacca (Babice, n. 1923 - Praga, † 2009)

## Giornaliste(3)
- Milena Gabanelli, giornalista, autrice televisiva e conduttrice televisiva italiana (Nibbiano, n. 1954)
- Milena Jesenská, giornalista, scrittrice e traduttrice ceca (Praga, n. 1896 - Campo di concentramento di Ravensbrück, † 1944)
- Milena Mrazović, giornalista, scrittrice e compositrice austro-ungarica (Bjelovar, n. 1863 - Vienna, † 1927)

## Linguiste(1)
- Milena Hübschmannová, linguista e etnografa ceca (Praga, n. 1933 - Pretoria, † 2005)

## Mezzofondiste(1)
- Milena Matejkovičová, ex mezzofondista e velocista ceca (n. 1961)

## Modelle(1)
- Rosa Mendes, modella e ex wrestler canadese (Vancouver, n. 1979)

## Nuotatrici(1)
- Milena Waldmann, nuotatrice artistica australiana (n. 2004)

## Ostacoliste(1)
- Milena Greppi, ostacolista e velocista italiana (Milano, n. 1929 - Milano, † 2016)

## Pallamaniste(1)
- Milena Knežević, pallamanista montenegrina (n. 1990)

## Pallanuotiste(1)
- Milena Virzì, ex pallanuotista e avvocata italiana (Catania, n. 1971)

## Pallavoliste(3)
- Milena Rašić, ex pallavolista serba (Pristina, n. 1990)
- Milena Rosner, ex pallavolista polacca (Słupsk, n. 1980)
- Milena Sadurek, ex pallavolista polacca (Katowice, n. 1984)

## Pesiste(1)
- Milena Usenik, pesista e pittrice jugoslava (Veliki Vrh, n. 1934 - † 2023)

## Pittrici(1)
- Milena Pavlović-Barili, pittrice e illustratrice serba (Požarevac, n. 1909 - New York, † 1945)

## Politiche(3)
- Milena Gasperoni, politica sammarinese (Città di San Marino, n. 1961)
- Milena Santerini, politica e pedagogista italiana (Roma, n. 1953)
- Milena Sarri, politica italiana (Venezia, n. 1948)

## Rapper(1)
- Mimi Mercedez, rapper e cantante serba (Belgrado, n. 1992)

## Sciatrici alpine(1)
- Milenka Pirnat, ex sciatrice alpina slovena (n. 1950)

## Scrittrici(2)
- Milena Agus, scrittrice e docente italiana (Genova, n. 1959)
- Milena Milani, scrittrice, giornalista e artista italiana (Savona, n. 1917 - Savona, † 2013)

## Snowboarder(1)
- Milena Bykova, snowboarder russa (Ufa, n. 1998)

## Sollevatrici(1)
- Milena Trendafilova, ex sollevatrice bulgara (Varna, n. 1970)

## Sovrane(1)
- Milena Vukotić, regina montenegrina (Cettigne, n. 1847 - Antibes, † 1923)

## Tuffatrici(1)
- Milena Duchková, ex tuffatrice cecoslovacca (Praga, n. 1952)